# بيستالي
بيستالي هي بلدة في مقاطعة كاسان في ولاية قشقداريا في أوزبكستان.